# Watha
Watha és una població dels Estats Units a l'estat de Carolina del Nord. Segons el cens del 2000 tenia 151 habitants.

## Demografia
Segons el cens del 2000, Watha tenia 151 habitants, 65 habitatges i 44 famílies. La densitat de població era de 64,1 habitants per km².
Dels 65 habitatges en un 24,6% hi vivien nens de menys de 18 anys, en un 56,9% hi vivien parelles casades, en un 7,7% dones solteres, i en un 30,8% no eren unitats familiars. En el 26,2% dels habitatges hi vivien persones soles el 15,4% de les quals corresponia a persones de 65 anys o més que vivien soles. El nombre mitjà de persones vivint en cada habitatge era de 2,32 i el nombre mitjà de persones que vivien en cada família era de 2,82.
Per edats la població es repartia de la següent manera: un 17,9% tenia menys de 18 anys, un 9,3% entre 18 i 24, un 21,2% entre 25 i 44, un 29,8% de 45 a 60 i un 21,9% 65 anys o més.
L'edat mediana era de 46 anys. Per cada 100 dones de 18 o més anys hi havia 100 homes.
La renda mediana per habitatge era de 37.500 $ i la renda mediana per família de 45.625 $. Els homes tenien una renda mediana de 31.250 $ mentre que les dones 17.083 $. La renda per capita de la població era de 15.654 $. Entorn del 7,7% de les famílies i el 9,8% de la població estaven per davall del llindar de pobresa.

## Poblacions més properes
El següent diagrama mostra les poblacions més properes.